# Sabine Jungwirth

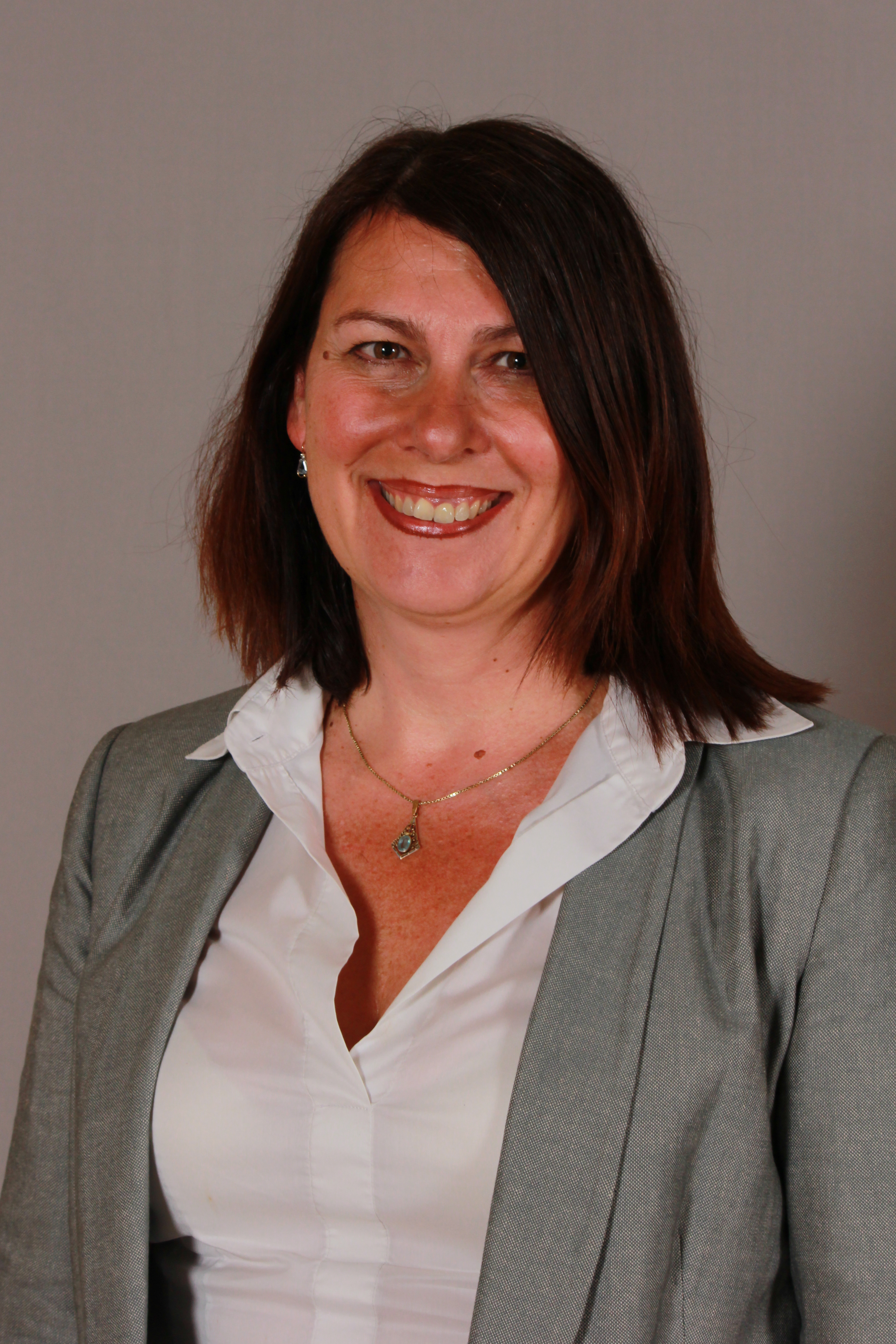
Sabine Jungwirth (2016)

Sabine Jungwirth (* 4. Jänner 1969 in Graz) ist eine österreichische Politikerin (Die Grünen) und Unternehmerin. Jungwirth ist seit dem 1. Jänner 2017 Bundessprecherin der Grünen Wirtschaft. Von Oktober 2010 bis März 2017 war sie Abgeordnete zum Landtag Steiermark, von September 2011 bis Mai 2015 war sie dort Klubobfrau des Grünen Landtagsklubs.

## Leben und Wirken
Jungwirth besuchte die HTBLVA Graz-Ortweinschule mit Schwerpunkt Hochbau. Nach dem Schulabschluss arbeitete sie einige Jahre in einem Grazer Architekturbüro. 2002 machte sie sich mit einem Zeichenbüro, 2005 mit dem Baumeistergewerbe selbstständig. Sie engagierte sich bei ihren Projekten für ressourcenschonendes, ökologisches Bauen.
Seit August 2016 ist sie als Unternehmensberaterin für Corporate Social Responsibility (CSR) und Nachhaltigkeitsmanagement tätig.
Jungwirth ist Mutter dreier Kinder. Sie ist die Ehefrau von Werner Kogler, Bundessprecher der Grünen und ehemaliger Vizekanzler.

## Politische Laufbahn
Jungwirth übernahm 2005 für die Grüne Wirtschaft ein Mandat in der Wirtschaftskammer Steiermark und war bei der Wirtschaftskammerwahl 2010 Landessprecherin und Spitzenkandidatin der Grünen Wirtschaft Steiermark.
Bei der Landtagswahl in der Steiermark 2010 kandidierte sie für Die Grünen auf dem zweiten Platz des Landtagswahlkreises Graz und Umgebung sowie auf dem vierten Platz der Landesliste. Nach dem Mandatsverzicht von Werner Kogler zog sie über ein Grundmandat im Landtagswahlkreis in den Landtag Steiermark ein, wo sie am 21. Oktober 2010 als Abgeordnete angelobt wurde. Im Landtag war sie zuständig für die Ressorts Wirtschaft, Budget, Arbeitsmarkt, Europa, Umwelt, Energie, Klimaschutz, Naturschutz, Menschenrechte, Integration, Bildung, Entwicklungszusammenarbeit, Frauen, Kultur, Wohnbau und Bauordnung. Von September 2011 bis Mai 2015 war Jungwirth weiters Klubobfrau des Grünen Landtagsklubs.
Jungwirth ist seit November 2010 Mitglied des Bundesvorstands der Grünen Wirtschaft. Von September 2011 bis Juni 2015 war sie weiters Mitglied des Landesvorstands der Grünen Steiermark und Delegierte zum Erweiterten Bundesvorstand der Grünen. Seit Juni 2015 ist Jungwirth für die Grüne Wirtschaft Mandatarin des Wirtschaftsparlaments der Wirtschaftskammer. Im November 2016 wurde sie von der Generalversammlung der Grünen Wirtschaft zur Bundessprecherin gewählt, sie folgte mit Jahresbeginn 2017 Volker Plass in dieser Funktion nach. Im März 2017 verzichtete sie auf ihr Landtagsmandat, das in weiterer Folge von Lara Köck ausgeübt wurde.
In der Wirtschaftskammer ist Jungwirth aktuell (Stand 2020) Mitglied des Erweiterten Präsidiums, der Spartenkonferenz der Bundessparte Gewerbe und Handwerk sowie als Spartenvertreterin Mitglied des Bundes-Wirtschaftsparlaments. Für die Wirtschaftskammerwahlen 2020 ist sie bundesweite Spitzenkandidatin der Grünen Wirtschaft.
Jungwirth engagiert sich besonders für die Ökologisierung der Wirtschaft, die Interessen von Ein-Personen-Unternehmen (EPU) und Kleinen und mittleren Unternehmen (KMU) und die spezifischen Bedürfnisse von Unternehmerinnen.

### Engagement gegen das Kraftwerk Schwarze Sulm
Größere Bekanntheit erlangte Jungwirth ab Mai 2012 durch ihr Engagement gegen ein geplantes Kraftwerk an der Schwarzen Sulm. Jungwirth bezeichnete das Projekt als „Umweltverbrechen“, rief zum Widerstand dagegen auf und soll die Zufahrt zur Baustelle blockiert haben, wofür sie durch den Projektbetreiber zivilrechtlich verklagt wurde. Jungwirth bekam in zweiter Instanz durch das Oberlandesgericht Graz in fast allen Punkten Recht. 2017 wurde Jungwirth für ihr Engagement vom Naturschutzbund Steiermark der „Umweltoswald“ verliehen.

### Engagement für selbstständige Bezieher von Kinderbetreuungsgeld
Im Dezember 2018 erstattete Jungwirth Anzeige gegen den damaligen Bundeskanzler der Republik Österreich, Sebastian Kurz, wegen des Verdachts auf Amtsmissbrauch. Sie begründete ihren Verdacht mit „rechtswidrigen Rückforderungsbescheiden“ gegen selbstständige Bezieher von Kinderbetreuungsgeld, die von der Sozialversicherungsanstalt der gewerblichen Wirtschaft (SVA) ausgeschickt wurden. In ihrer Kritik bezog sie sich auf ein Urteil des Obersten Gerichtshofs und ein Schreiben von SVA-Obmann Harald Mahrer, die Anzeige erging allerdings gegen den Bundeskanzler, da dieser laut Kinderbetreuungsgeldgesetz (§ 25 (2)) das Weisungsrecht hat. Nach weiteren Initiativen im Wirtschaftsparlament, Anfragen an Wirtschaftskammer-Präsident und SVA-Obmann Harald Mahrer und Musterklagen für Betroffene lenkte zunächst im März 2019 die SVA ein und bat um die Vertagung von Verhandlungsterminen in den betroffenen Fällen. Im Mai 2019 kündigte die Bundesregierung Kurz I an, die gesetzliche Regelung zu reparieren. Der Österreichische Nationalrat sanierte das betreffende Gesetz in seiner Sitzung vom 2. Juli 2019, was Jungwirth als Erfolg für die Grüne Wirtschaft verbuchte.